# Francisco Garrido (taekwondo)
Francisco Garrido es un deportista español que compitió en taekwondo. Ganó una medalla de bronce en el Campeonato Mundial de Taekwondo de 1982 en la categoría de –73 kg.

## Palmarés internacional
| Campeonato Mundial | Campeonato Mundial  | Campeonato Mundial | Campeonato Mundial |
| Año                | Lugar               | Medalla            | Categoría          |
| ------------------ | ------------------- | ------------------ | ------------------ |
| 1982               | Guayaquil (Ecuador) | Medalla de bronce  | –73 kg             |